# Альфред Шірмер
Альфред Шірмер (нім. Alfred Schirmer; 8 вересня 1892, Майнц — 31 жовтня 1975, Бремергафен) — німецький військово-морський діяч, віце-адмірал-інженер крігсмаріне (1 квітня 1942). Кавалер Німецького хреста в золоті.

## Біографія
1 жовтня 1909 року вступив на флот кандидатом на інженерні посади. Служив на лінійних крейсерах. 25 грудня 1914 року переведений в підводний флот. Учасник Першої світової війни, в 1915-18 роках — головний інженер підводних човнів. Після закінчення війни залишений на флоті, служив в частинах берегової оборони. З 1 березня 1922 року — вахтовий інженер на лінійному кораблі «Брауншвейг». 2 жовтня 1923 року переведений в Морське керівництво. З 25 січня 1925 року — головний інженер крейсера «Амазон». 29 вересня 1927 року переведений в штаб військово-морської станції «Нордзе», а 3 квітня 1928 року — в Морське керівництво начальником відділу в управління корабельних машин. З 1 лютого 1930 року — інженер штабу командувача розвідувальними силами. З 3 жовтня 1931 року — у військово-морському училищі в Кілі. З 1 жовтня 1934 року — інженер інспекції навчальних закладів, з 10 вересня 1935 року — військово-морський станції «Остзе». З 7 жовтня 1936 року — начальник військово-морського училища в Везермюнде. 28 листопада 1939 року призначений 2-м адміралом на Північному морі. 2 квітня 1943 року замінений контр-адміралом З. Енгелем. 20 травня 1943 року отримав посаду обер-верф-директора і начальника арсеналу в Бресті. 20 вересня 1944 року взятий в полон союзниками і поміщений в табір для військовополонених. 10 березня 1947 року звільнений.

## Нагороди
- Залізний хрест 2-го і 1-го класу
- Золота медаль «За хоробрість» (Австро-Угорщина)
- Нагрудний знак підводника (1918)
- Фландрійський хрест із застібкою «Морська війна»
- Почесний хрест ветерана війни з мечами
- Медаль «За вислугу років у Вермахті» 4-го, 3-го, 2-го і 1-го класу (25 років; 2 жовтня 1936) — отримав 4 нагороди одночасно.
- Застібка до Залізного хреста 2-го і 1-го класу
- Хрест Воєнних заслуг 2-го і 1-го класу з мечами
- Німецький хрест в золоті (15 вересня 1944)